# Tres dies per matar
Tres dies per matar (títol original en anglès, 3 Days to Kill) és una pel·lícula de thriller d'acció del 2014 dirigida per McG i escrita per Luc Besson i Adi Hasak. És protagonitzada per Kevin Costner, Amber Heard, Hailee Steinfeld, Connie Nielsen, Richard Sammel i Eriq Ebouaney. Es va estrenar el 21 de febrer de 2014, va rebre crítiques en diversos sentits i va recaptar 52,6 milions de dòlars amb un pressupost de 28 milions. S'ha doblat i subtitulat al català.